# Archbold

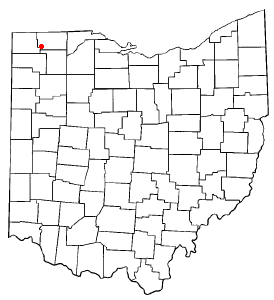
Archbold na planie stanu Ohio

Archbold – wieś w USA, Hrabstwo Fulton (Ohio) w stanie Ohio.
W roku 2010, 25,7% mieszkańców było w wieku poniżej 18 lat, 5,8% było w wieku od 18 do 24 lat, 23,5% miało od 25 do 44 lat, 25,1% miało od 45 do 64 lat, 19,9% było w wieku 65 lat lub starszych. We wsi było 46,9% mężczyzn i 53,1% kobiet.
Liczba mieszkańców w 2010 roku wynosiła 4 346, a w roku 2012 wynosiła 4 327.

## Znani mieszkańcy
- Sam Hornish Jr, (ur. 1979) NASCAR, kierowca.
- Erie J. Sauder (1904–1997), wynalazca "knock-down" mebli gotowych do montażu.